# Božanovići
Božanovići (srbsky Божановићи) je vesnice v obci Kalinovik (Bosna a Hercegovina). Vesnice je situována přibližně 50 km jižně od Sarajeva a v roce 1991 měla 66 stálých obyvatel.

## Významní rodáci
- Ratko Mladić, jugoslávský voják, odsouzený za genocidu a válečné zločiny